# Bizan Kawakami
Bizan Kawakami (川上 眉山?, Kawakami Bizan; Osaka, 5 marzo 1869 – 15 giugno 1908) è stato uno scrittore e poeta giapponese.

## Biografia
Nato a Osaka come Akira Kawakami (川上 亮?, Kawakami Akira), abbandonò gli studi di arti liberali all'Università di Tokyo nel 1886 per entrare a far parte del circolo letterario noto come Ken'yūsha (硯友社?), di cui facevano già parte Ozaki Kōyō, Ishibashi Shian, Maruoka Kyūka e Yamada Bimyō. Collaborò dal 1893 con il periodico Bungaku-kai, unendosi poi al circolo Ryudo-kai a partire dal 1904.
Tra le sue opere più note vi sono Shokikan (1885-1886) e Kan'on iwa (1906). Morì suicida nel 1908.